# Gazebo

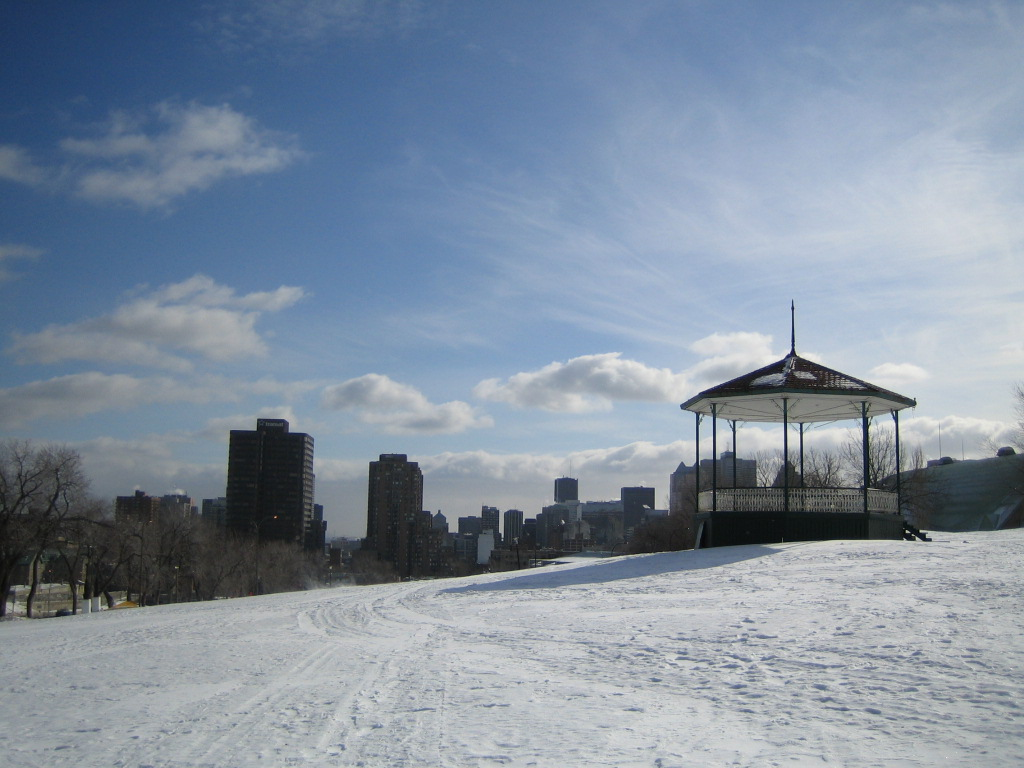
Gazebo al parc du Mont-Royal, Montréal

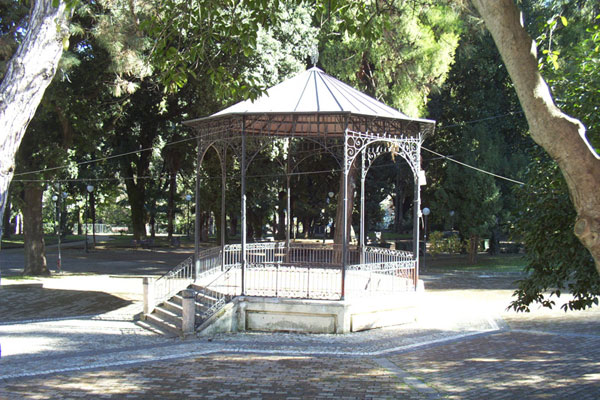
Gazebo a Villa Vecchia, Cosenza

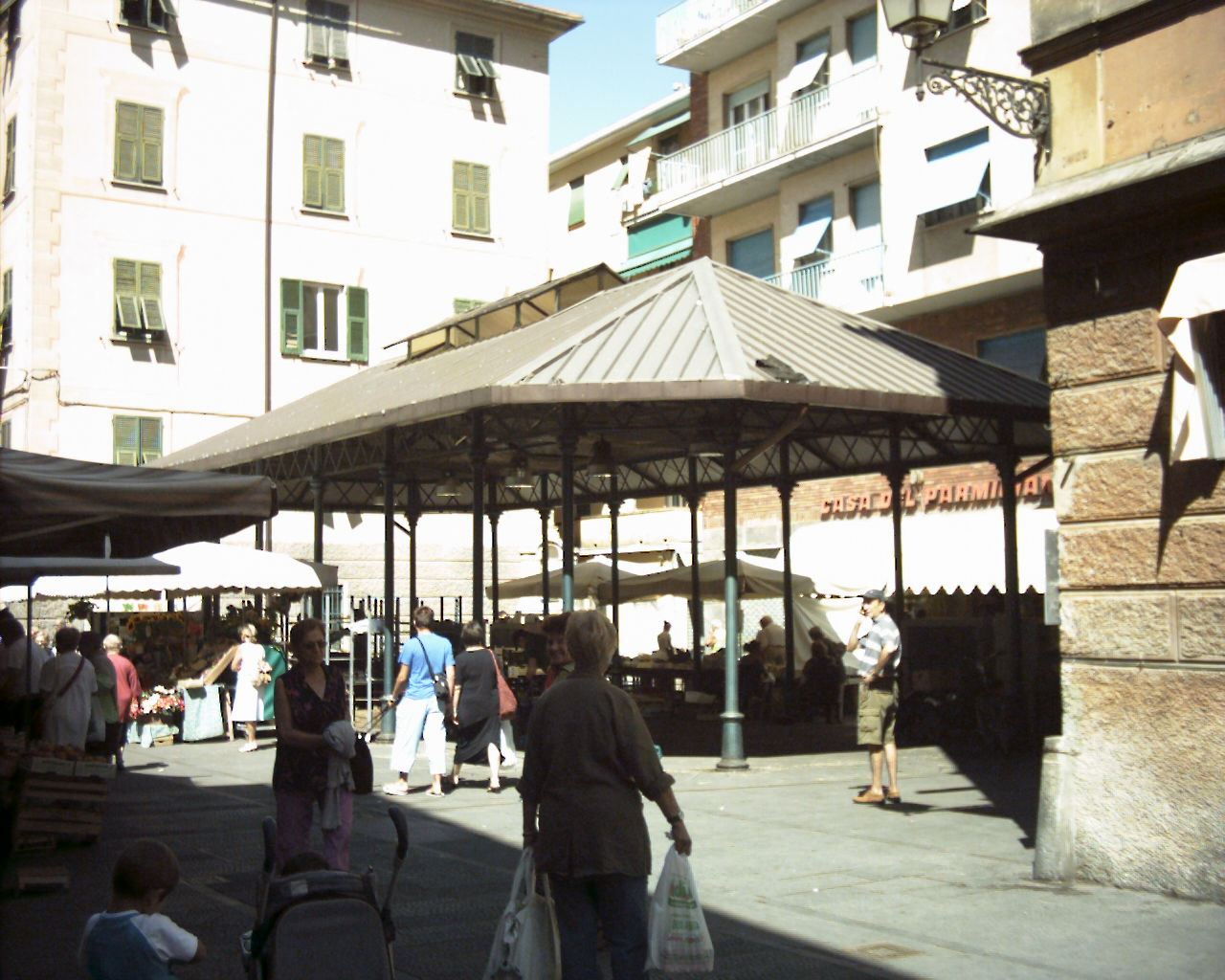
Gazebo a Rapallo, piazza Venezia

Il gazebo è una struttura architettonica coperta, ma aperta verso l'esterno, solitamente costruita in legno strutturale, ferro battuto, o talvolta in muratura. Si tratta di un fabbricato di fattura leggera che si ritrova soprattutto in parchi e giardini, originariamente concepito come punto panoramico.

## Etimologia
La parola gazebo ha un etimo sconosciuto. Potrebbe derivare da un incrocio tra l'inglese to gaze ("guardare") e la desinenza latina (che marca il tempo futuro) -ebo, come se fosse il futuro di un verbo ipotetico *gazere, "guarderò".
Secondo Leonard Lee Bacon deriverebbe dall'arabo qaṣba mentre per William Sayers è possibile una derivazione dall'arabo-spagnolo qušaybah e dalla parola spagnola derivata alcazaba.
Il significato della parola è vicino a quelli di belvedere e chiosco, tanto che in Belgio viene spesso chiamato kiosque.

## Descrizione
La pianta di un gazebo è generalmente poligonale (soprattutto ad ottagono) o circolare. Di solito non ha muri portanti. La parte più importante della costruzione è il tetto; generalmente, questo si appoggia soltanto su dei sottili pilastri e su travi; può anche avere la forma di una cupola. Qualche volta le pareti sono chiuse da una lastra di vetro che può anche essere colorato. Difatti, il gazebo è una costruzione di carattere decisamente ludico e decorativo, anche se questa particolarità si è accentuata soprattutto a partire dai primi anni del XX secolo.
Per estensione, il termine viene comunque usato per costruzioni simili, magari usate soltanto in altri modi, per esempio come luogo per riposarsi o come palcoscenico all'aperto per rappresentazioni di spettacoli minori.
Gli esemplari moderni di gazebo sono spesso offerti come prefabbricati per l'abbellimento di giardini privati; per questi scopi, uno dei materiali più pratici è indubbiamente il legno. 
Attualmente l'utilizzo di materiali resistenti come l'alluminio e il tessuto PVC rende il prodotto, chiamato gazebo in senso lato, più simile ad una tensostruttura in grado di coprire aree piuttosto estese garantendo alte resistenze al carico neve e all'azione del vento. Queste strutture sono pertanto utilizzate sia per l'allestimento di eventi temporanei come fiere, manifestazioni e gare sportive, sia per installazioni durature come la copertura di terrazzi, verande, aree esterne dedicate alla ristorazione, showroom.
Quando la struttura non ha un tetto, ma una copertura costituita da un'armatura formante una cupola, non si tratta di un gazebo, ma di un bersò, che è realizzato per essere coperto da rampicanti, come il glicine, il gelsomino o le rose sarmentose. Il bersò è in genere circolare, in ferro o legno, e funzione prevalente di riparo dal sole. Si differenzia da una pergola perché non copre un percorso, ma un punto di sosta.

## Funzioni
Come detto, il gazebo veniva originariamente usato soprattutto come punto di osservazione in un parco o giardino, dove offriva protezione dalle intemperie e soprattutto dal sole. Spesso veniva costruito sulla sommità di una collina; va quindi detto che il gazebo in senso stretto sarebbe solo quello con funzione panoramica.